# Böttstein
Böttstein (schweizerdeutsch: ˈbøːtʃtə) ist eine Einwohnergemeinde im Schweizer Kanton Aargau. Sie gehört zum Bezirk Zurzach und liegt im unteren Aaretal zwischen Brugg und der deutschen Stadt Waldshut.

## Geographie
Die Gemeinde liegt am westlichen Ufer der Aare und besteht aus den Dörfern Böttstein (356 m ü. M.) und Kleindöttingen (320 m ü. M.) sowie den Weilern Burlen und Eien. Der historische Hauptort Böttstein liegt ganz im Süden an der Ostflanke des 577 Meter hohen Böttebergs, einem Ausläufer des Tafeljuras, am steil zur Aare abfallenden Berghang. Das Dorf, bei dem der Bruggbach und der aus diesem abgeleitete Böttsteiner Mühlebach in die Aare münden, liegt gegenüber der zu Döttingen gehörenden künstlichen Insel Beznau mit dem Kernkraftwerk Beznau.
Unmittelbar nördlich von Böttstein weitet sich die Flussniederung zu einer mehr als zwei Kilometer breiten Ebene. Die Aare führt zunächst nach Osten und dann in einem lang gezogenen Bogen Richtung Nordwesten in den Klingnauer Stausee. In der Flussbiegung am Südende des Stausees liegt Kleindöttingen, der grösste Ort der Gemeinde, wo mehr als zwei Drittel der Einwohner leben. Kleindöttingen und Böttstein liegen etwa zweieinhalb Kilometer auseinander, dazwischen liegt der Weiler Eien. Der Weiler Burlen liegt knapp zwei Kilometer nordwestlich von Kleindöttingen in Richtung Leuggern.
Der Stausee und seine Umgebung sind unter der Bezeichnung «Aarelandschaft bei Klingnau» im Bundesinventar der Landschaften und Naturdenkmäler von nationaler Bedeutung ausgewiesen. Am westlichen Seeufer steht nahe beim BirdLife-«Naturzentrum Klingnauer Stausee» der Klingnauer Beobachtungsturm.
Die Ortschaft und das Berggebiet südöstlich davon liegen im Bereich des Landschaftsschutzgebiets Aargauer Tafeljura, einer anderen geschützten Landschaft des Bundesinventars der Landschaften und Naturdenkmäler von nationaler Bedeutung. Weitere Schutzgebiete von nationaler Bedeutung in der Gemeinde sind das Amphibienlaichgebiet «Fischergrien» am Aareufer, das Flachmoor im Gebiet «Verlandung im Klingnauer Stausee», die als «Auenreste Klingnauer Stausee» bezeichneten Flächen und die im Trockenwiesen und -weiden von nationaler Bedeutung im Kanton Aargau aufgeführten Grünflächen «Chänebüel» und «Eichhalden».
Die Fläche des Gemeindegebiets beträgt 743 Hektaren, davon sind 264 Hektaren bewaldet und 158 Hektaren überbaut. Der höchste Punkt ist der Gipfel des Böttebergs auf 577 Metern, der tiefste liegt auf 318 Metern am Ufer des Klingnauer Stausees.
Die Nachbargemeinden von Böttstein sind Leuggern im Nordwesten, Klingnau im Nordosten, Döttingen im Osten, Würenlingen im Südosten, Villigen im Süden und Mandach im Westen.

## Geschichte
1946 kam ein mit Gold verziertes Schwert aus der Eisenzeit um 750 v. Chr. zum Vorschein. Um 500 v. Chr. nahmen die Helvetier, ein Keltenstamm, das Gebiet in Besitz. Ab etwa 15 v. Chr. festigten die Römer ihre Herrschaft. Von 259 bis 277 hielten die Alamannen das Gebiet um Böttstein besetzt, bevor sie von den Römern zurückgedrängt wurden. Der nahe Rhein bildete die Nordgrenze des Römischen Reichs. Zu Beginn des 5. Jahrhunderts zogen sich die Römer endgültig über die Alpen zurück. Die Alamannen besiedelten die Region und assimilierten allmählich die romanisierten Kelten.
Die erste urkundliche Erwähnung von Botistein erfolgte im Jahr 1087. Der Ortsname stammt vom althochdeutschen Bozistein und bedeutet «steiniges Gebiet am Bözen», wobei Bözen vom keltischen Bergnamen Voceton abgeleitet werden kann. Kirchlich war das Dorf Teil des Kirchspiels Leuggern. Die kleine Herrschaft gehörte zunächst den Herren von Böttstein und wechselte dann zwischen 1230 und 1798 nicht weniger als zwölf Mal ihren Besitzer. Zum Grundbesitz gehörte auch die Ausübung der niederen Gerichtsbarkeit. Die Freiherren von Tiefenstein hatten ebenfalls umfangreichen Besitz in Böttstein. 1239 verkaufte Hugo von Tiefenstein den Johannitern in Bubikon den Kirchensatz zu Böttstein. 1275 verkauften die Tiefensteiner zwei Mühlen in Böttstein an die Kommende in Klingnau.

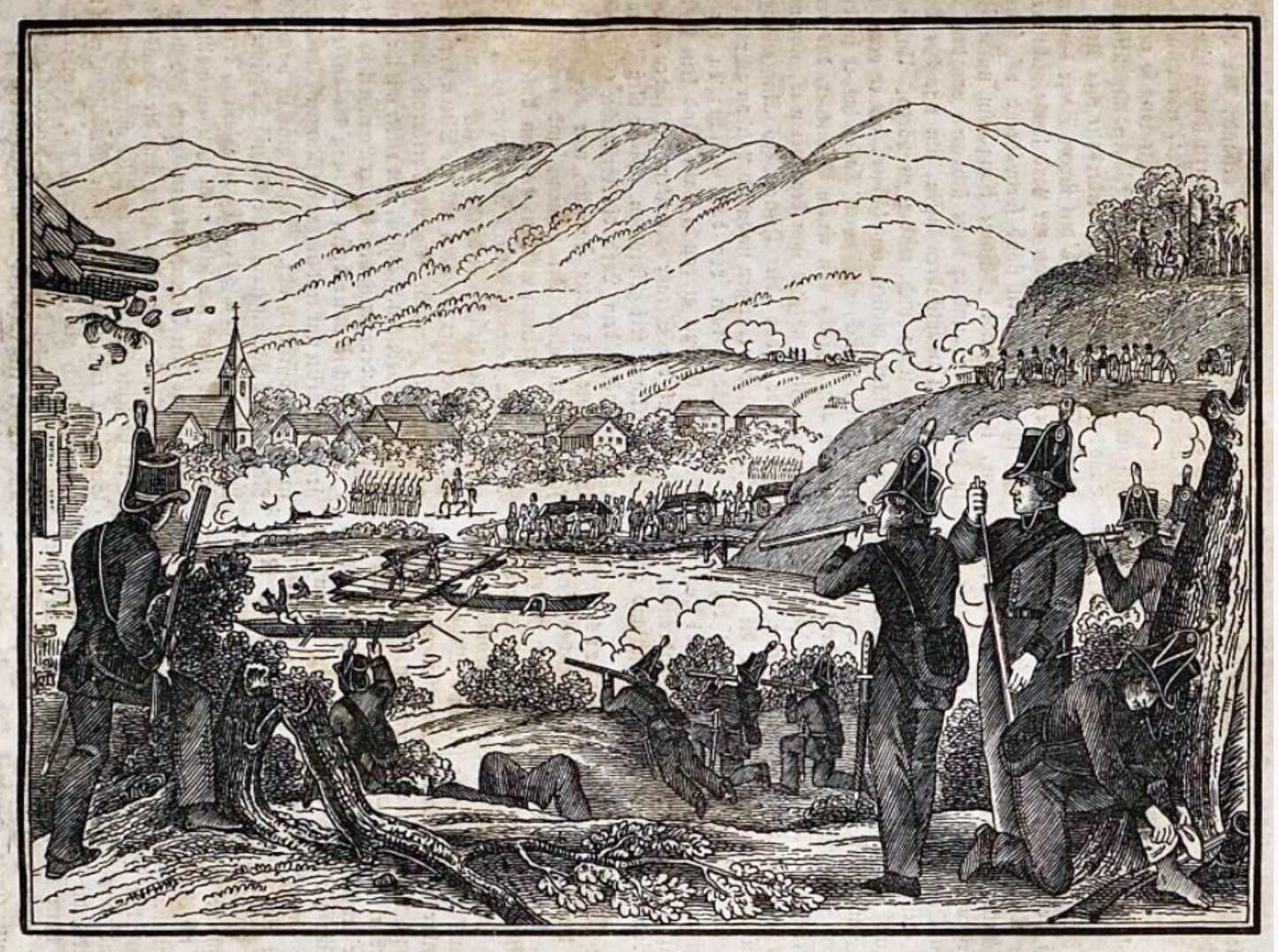
Gefecht bei Döttingen (1799)

Luftbild aus 600 m von Walter Mittelholzer (1920)

1415 eroberten die Eidgenossen den Aargau und lösten die Habsburger als Landesherren ab. Das Kirchspiel war nun ein Teil der Grafschaft Baden, einer Gemeinen Herrschaft. Es grenzte an Vorderösterreich, das bei den Habsburgern verblieben war, ab 1460 auch an den Berner Aargau. Während des Schwabenkrieges von 1499 erlitten die Dörfer des Kirchspiels schwere Verwüstungen und Plünderungen. Von 1529 bis 1531 hielten Truppen der reformierten Stadt Bern das Kirchspiel besetzt, die Bevölkerung blieb jedoch katholisch.
Im März 1798 nahmen die Franzosen die Schweiz ein, und das Kirchspiel gelangte zum kurzlebigen Kanton Baden der Helvetischen Republik. Es entstanden die Munizipalitäten Böttstein und Leuggern. Während des Zweiten Koalitionskrieges verlief die Frontlinie zwischen Franzosen und Österreichern mitten durch das Aaretal. Am 17. August 1799 wollten österreichische Truppen bei Kleindöttingen die Aare überqueren (Gefecht bei Döttingen). Von der Mündung der Surb bei Döttingen aus nahmen sie die französische Armee auf der anderen Flussseite unter Artilleriebeschuss. Die Franzosen erwiderten das Feuer und verhinderten den Brückenschlag. Die Dörfer Kleindöttingen und Eien wurden vollständig zerstört, und es gab mehrere Dutzend Tote.
Nachdem 1803 durch die Mediationsakte von Napoleon Bonaparte der Kanton Baden aufgelöst und im Kanton Aargau aufgegangen war, wurden die Dörfer des Kirchspiels in einer einzigen Gemeinde wiedervereinigt. Mit einer Fläche von über 30 Quadratkilometern war sie die grösste des Kantons. Der Grosse Rat beschloss 1816 die Teilung der Grossgemeinde in die Gemeinden Böttstein, Leuggern und Oberleibstadt. Er war der Meinung, eine derart grosse Gemeinde ohne eigentliches Zentrum sei wirtschaftlich nicht überlebensfähig. Die Bevölkerung Böttsteins lebte bis ins frühe 20. Jahrhundert weitgehend von der Landwirtschaft, während die Industrialisierung nur langsam Einzug hielt.
Im Zuge des Eisenbahnbooms um 1870 gab es zahlreiche nie verwirklichte Bahnprojekte. Die Aargauische Südbahn scheiterte mit ihrem Vorhaben, eine Bahnlinie von Brugg über Böttstein nach Waldshut zu bauen. Als Ersatz entstand 1893 zwischen Kleindöttingen und Döttingen eine Brücke über die Aare. Die Korrektion des Flusslaufs Ende des 19. Jahrhunderts begünstigte den Bau von Wasserkraftwerken. 1902 nahm auf der Insel Beznau gegenüber von Böttstein das Aarekraftwerk seinen Betrieb auf. 1920 scheiterte ein Projekt für ein Wasserkraftwerk zwischen Eien und Kleindöttingen. Dafür vorgesehen war ein breiter schiffbarer Kanal zwischen zwei hohen Dämmen, der das Gebiet zwischen Eien und Kleindöttingen zerschnitten hätte.
Zwischen 1950 und heute hat sich die Bevölkerungszahl der Gemeinde fast vervierfacht, wobei sich das Wachstum aus Platzgründen hauptsächlich auf Kleindöttingen konzentrierte. 1965 begann der Bau des Kernkraftwerks auf der Insel Beznau. Die Nordostschweizerischen Kraftwerke kauften das Schloss Böttstein und machten es zum Sitz des technischen Stabes. Somit konnte auch Böttstein vom Kraftwerk auf Döttinger Boden profitieren. Die Eröffnung des Kernkraftwerks Beznau erfolgte in zwei Etappen: 1969 ging der Block 1 ans Netz, 1972 der Block 2.

## Sehenswürdigkeiten
Seit 2006 besteht das Axporama, ein Besucherzentrum des Elektrizitätsversorgers Axpo Power.
Das grösste oberschlächtige Wasserrad innerhalb eines Gebäudes in Europa, mit einem Durchmesser von 10 Metern, dürfte in Böttstein sein und nach einer geplanten Sanierung öffentlich zugänglich.

## Wappen
Die Blasonierung des Gemeindewappens lautet: «Von Gelb mit schrägem rotem Gitterwerk.» Das Gemeindewappen entspricht jenem der Freien von Böttstein, die im Hochmittelalter das Dorf und die Burg besassen. Nachdem es ab 1930 inoffiziell verwendet worden war, folgte 1953 die definitive Einführung.

## Bevölkerung

Bevölkerungsentwicklung

Die Einwohnerzahlen entwickelten sich wie folgt:
| Jahr      | 1799 | 1850 | 1900 | 1930 | 1950 | 1960 | 1970 | 1980 | 1990 | 2000 | 2010 | 2020 |
| Einwohner | 324  | 629  | 760  | 820  | 1051 | 1256 | 2129 | 2896 | 3437 | 3648 | 3691 | 3982 |

Am 31. Dezember 2023 lebten 4305 Menschen in Böttstein, der Ausländeranteil betrug 43,4 %. Bei der Volkszählung 2015 bezeichneten sich 46,2 % als römisch-katholisch und 12,2 % als reformiert; 41,6 % waren konfessionslos oder gehörten anderen Glaubensrichtungen an. 80,3 % gaben bei der Volkszählung 2000 Deutsch als ihre Hauptsprache an, 6,3 % Italienisch, 4,3 % Albanisch, 3,1 % Türkisch, 2,5 % Serbokroatisch und 0,8 % Portugiesisch.

## Politik und Recht

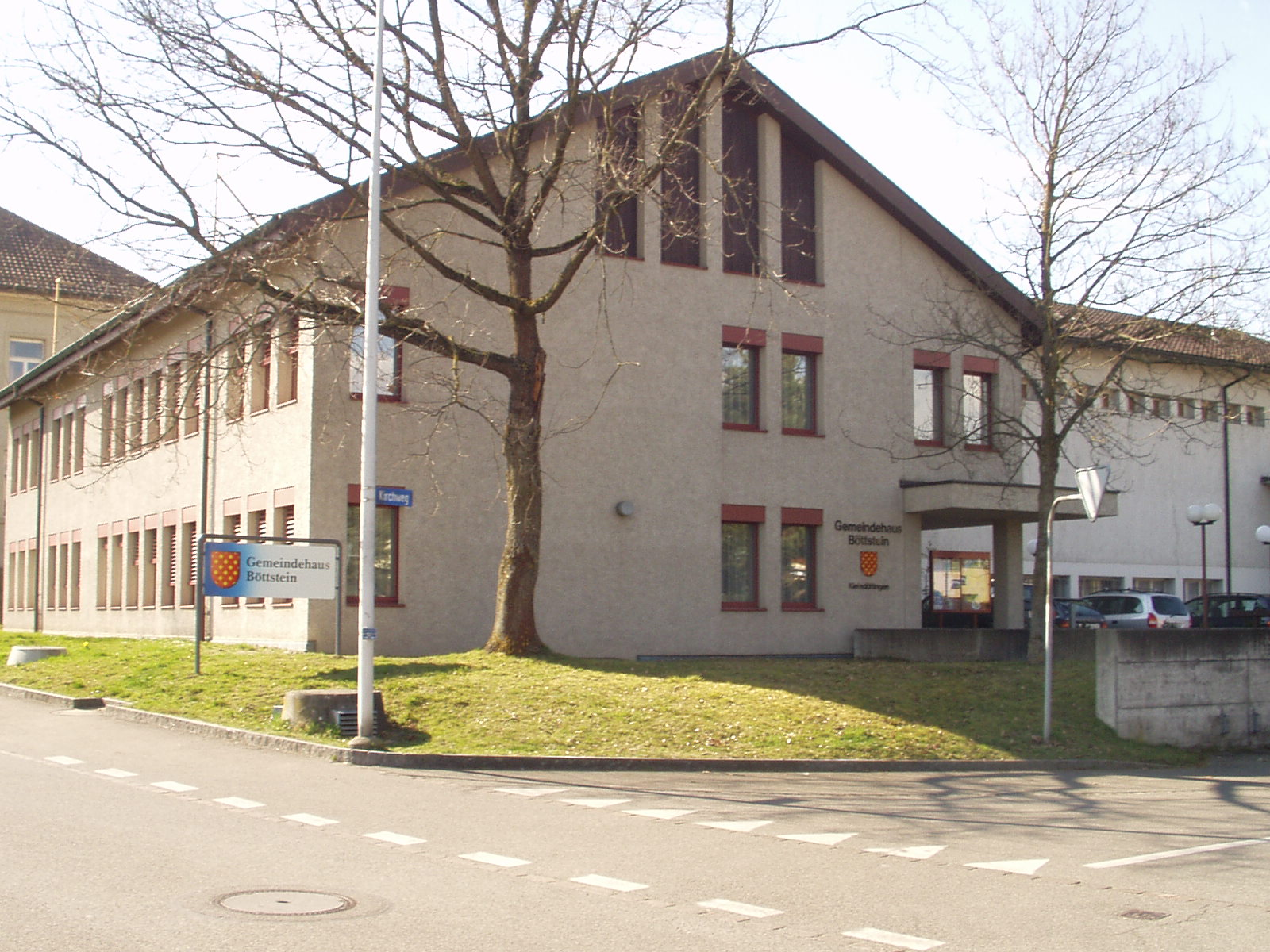
Gemeindehaus

Die Versammlung der Stimmberechtigten, die Gemeindeversammlung, übt die Legislativgewalt aus. Ausführende Behörde ist der fünfköpfige Gemeinderat. Er wird im Majorzverfahren vom Volk gewählt, seine Amtsdauer beträgt vier Jahre. Der Gemeinderat führt und repräsentiert die Gemeinde. Dazu vollzieht er die Beschlüsse der Gemeindeversammlung und die Aufgaben, die ihm vom Kanton zugeteilt wurden. Für Rechtsstreitigkeiten ist in erster Instanz das Bezirksgericht Zurzach zuständig. Böttstein gehört zum Friedensrichterkreis XVII (Zurzach).

## Wirtschaft
In der Gemeinde gibt es gemäss der im Jahr 2015 erhobenen Statistik der Unternehmensstruktur (STATENT) rund 1500 Arbeitsplätze, davon 2 % in der Landwirtschaft, 43 % in der Industrie und 55 % im Dienstleistungssektor. Die meisten Industrie- und Dienstleistungsbetriebe befinden sich in Kleindöttingen. Die wichtigsten Arbeitgeber sind ein Kieswerk, eine Kunststofffabrik und zwei mittelgrosse Büromöbelfabriken. Ebenso werden Fahrräder der Marke KRISTALL hergestellt. In Burlen und Eien dominiert die Landwirtschaft, während Böttstein kleingewerblich geprägt ist. An den Südosthängen des Böttebergs wird Weinbau betrieben. Viele Erwerbstätige sind Wegpendler und arbeiten in den umliegenden Gemeinden oder in der Region Brugg/Baden.

## Verkehr
Die wichtigste Strassenverbindung ist die Hauptstrasse 17 von Döttingen über die Aarebrücke nach Kleindöttingen, Leuggern und Leibstadt. Im Zentrum von Kleindöttingen zweigt die Kantonsstrasse 447 nach Böttstein ab, die dort auf die Kantonsstrasse 442 in Richtung Brugg trifft. Die Gemeinde wird durch drei Postautolinien erschlossen: Die Linien Döttingen–Mandach und Döttingen–Laufenburg führen durch Kleindöttingen und Burlen, die Linie von Döttingen zum Bahnhof Brugg führt durch Kleindöttingen, Eien und Böttstein.

## Bildung
Die Gemeinde Böttstein besitzt vier Kindergärten in Kleindöttingen und Böttstein sowie ein Schulzentrum in Kleindöttingen, in dem die Primarschule, die Realschule und die Sekundarschule unterrichtet werden. Die Bezirksschule kann in Leuggern besucht werden. Die nächstgelegenen Gymnasien sind die Kantonsschule Baden und die Kantonsschule Wettingen.

## Persönlichkeiten
- Otto von Böttstein († 1139), Abt des Klosters Reichenau (1136–1139)
- Rudolf von Böttstein († 1131), Abt des Klosters Reichenau (1123–1131)
- Karl von Schmid (1827–1889), National- und Ständerat